# Renato Bracci
Renato Bracci (ur. 8 września 1904 w Livorno, zm. 2 marca 1975 tamże) – włoski wioślarz, srebrny medalista olimpijski.
Wystąpił na igrzyskach olimpijskich w Los Angeles w 1932, gdzie Włosi w składzie: Vittorio Cioni, Renato Bracci, Mario Balleri, Dino Barsotti, Roberto Vestrini, Guglielmo Del Bimbo, Enrico Garzelli, Renato Barbieri i Cesare Milani (sternik) zdobyli srebrny medal w ósemkach. W finale o 0,2 sekundy przegrali z osadą Stanów Zjednoczonych, a o 2,6 sekundy wyprzedzili Kanadyjczyków. Był to jego jedyny start olimpijski.
W tej samej konkurencji zdobył ponadto srebrne medale na mistrzostwach Europy w Paryżu (1931) i mistrzostwach Europy w Budapeszcie (1933).
W latach 1931-1933 zdobywał mistrzostwo kraju w ósemkach.